# Itoplectis melanospila
Itoplectis melanospila là một loài tò vò trong họ Ichneumonidae.